# Anders Odden
Anders Odden (født 20. december 1972) er en norsk musiker som i øjeblikket er multi-instrumentalist og sangskriver for bandet Magenta. Han er også indblandet i ands såsom Karaoke From Hell og har været liveguitarist for Apoptygma Berzerk (1992–1999, 2003–2006) og Celtic Frost (2006-2007). 
Han er også medstifter og guitarist i det norske dødsmetalband Cadaver (1988–1993, 1999–2004) og har bidraget til udgivelser for det norske black metal-band Satyricon. Ydermere har han været gæstekunstner med flere kendte bands såsom The Young Gods og Ministry.

## Diskografi

### MedApoptygma Berzerk
- 1993: Soli Deo Gloria
- 1995: "Non-Stop Violence" (single)
- 1999: APBL98
- 2003: Unicorn (ep)
- 2005: "In This Together" (single)
- 2005: You and Me Against the World
- 2006: Shine On (ep)
- 2006: Sonic Diary
- 2006: Black (ep)
- 2006: "Cambodia" (single)
- 2009: Rocket Science

### MedCadaver/Cadaver Inc.
- 1990: Hallucinating Anxiety
- 1992: ...In Pains
- 2000: Primal (demo)
- 2001: Discipline
- 2002: Live Inferno (livealbum)
- 2004: Necrosis
- 2006: Cadaver / Voice of Hate (split)

### MedKaraoke From Hell
- 2008: Charterfeber tur/retur Aiya Napa
- 2008: Pondus Flat Fuzzpedal Compilation

### MedMagenta
- 1997: Magenta (ep)
- 1998: "One Mind" (single)
- 1998: Periode
- 2002: "All Over" (single)
- 2002: Little Girl Lost
- 2009: Art and Accidents

### MedSatyricon
- 1997: Megiddo (ep)
- 1999: Rebel Extravaganza